# Pelayo González
Pelayo González, Pay González o Paio Gonçalves (m. d. 959), conde de Deza, fue un noble, miembro de la más alta nobleza galaica del siglo X.

## Relaciones familiares
Hijo de Gonzalo Betótez, conde de Deza y de Teresa Ériz, hija del conde Ero Fernández, fue hermano del conde Hermenegildo González y de Aragonta González, esposa del rey Ordoño II de León.

## Matrimonio y descendencia
Casó con su prima hermana Ermesinda Gutiérrez, hija del conde Gutierre Menéndez y de Ilduara Ériz y hermana de san Rosendo. El nombre de los hijos de este matrimonio consta en una donación por uno de sus hijos, Froila, al monasterio de Celanova en 973.
- Arias Peláez,[6] obispo de Mondoñedo.[3]
- Froila Peláez,[6] que vivió en el monasterio de Celanova.[3]
- Hermenegildo Peláez[6] (m. después de 973)[7][3]
- Ilduara Peláez (m. c. 983), casada con Gonzalo Menéndez, conde de Portucale;[3][6][8]
- Savarico Peláez.[9][6]
- Gontroda Peláez, religiosa.[9][6]
- Aragonta Peláez, religiosa.[3][6]
- Teresa Peláez, religiosa en el monasterio de Vilanova.[3]